# Fredric Torsselius
Fredric Wilhelm Torsselius, född 1808, död 3 mars 1875, var en svensk hovmålare och tapetmakare.
Han var son till hovmålaren Carl Fredric Torsselius och Johanna Christina Grevesmühl och gift med Carolina Fredrica Amalia Thunman samt far till Fredric Hildor Torsselius. Han skrevs in som lärling för sin far vid Stockholms målarämbete 1824 och blev gesäll 1827. Efter att han visat upp sitt mästarstycke Salomons dom 1832 blev han mästare i Stockholm. Vid sidan av sitt måleri arbetade han med tapetmåleri. Torsselius är representerad vid Nordiska museet i Stockholm.